# Michael Klein (Fußballspieler, 1965)
Michael Klein (* 22. Februar 1965) ist ein ehemaliger deutscher Fußballspieler. Der Abwehrspieler absolvierte 49 Bundesligaspiele für Eintracht Frankfurt und 26 Zweitligapartien für den FSV Frankfurt.

## Sportlicher Werdegang
Klein spielte bis 1983 für die SG 01 Hoechst, anschließend lief er bis 1986 für Viktoria Sindlingen in der drittklassigen Oberliga Hessen auf. Nach seinem Wechsel zum Ligakonkurrenten FSV Frankfurt bewegte er sich unter Trainern wie Dragoslav Stepanović und Wolfgang Solz in der Spitzengruppe der Liga und machte höherklassig auf sich aufmerksam. 
Im Sommer 1989 schloss sich Klein dem Bundesligagründungsmitglied Eintracht Frankfurt an, das in den 19080er Jahren meistens im mittleren Tabellenbereich dümpelte. Unter Trainer Jörg Berger kehrte der Klub in die Spitzengruppe der deutschen Meisterschaft zurück, Klein gehörte dabei zu den häufig eingesetzten Ergänzungsspielern. Sein Debüt in der deutschen Eliteserie feierte er am 9. September bei der 1:2-Heimniederlage gegen den FC Bayern München, als er für Thomas Lasser in der 84. Spielminute eingewechselt wurde. Bis zur Winterpause kam er auf zwölf Spieleinsätze, dabei stand er sechs Mal in der Startformation. Nach einer handvoll Einsätze vornehmlich als Einwechselspieler in der Hinrunde der Spielzeit 1990/91 gehörte er nach einem Trainerwechsel unter Stepanović zur Stammformation bis zum Saisonende und trug zum Erreichen des UEFA-Pokals als Tabellenvierter bei. Auch zu Beginn der folgenden Spielzeit noch Stammspieler fiel er nach einer 1:2-Niederlage gegen den Hamburger SV einer Umstellung Stepanovićs zum Opfer und rückte erst nach einer Verletzung von André Köhler wieder in die Mannschaft, konnte sich aber abermals nicht dauerhaft festsetzen. In der folgenden Saison bestritt er nur noch sieben Spiele, nachdem er Anfang November bei der 1:4-Niederlage beim Karlsruher SC ein letztes Mal unter Stepanović aufgelaufen war gönnte ihm dessen Nachfolger Horst Heese am letzten Spieltag beim 2:1-Auswärtserfolg beim Hamburger SV eine Art Abschiedsspiel.
1993 kehrte Klein zum FSV Frankfurt zurück, mit dem er unter Trainer Klaus Gerster als Oberligameister in die 2. Bundesliga aufstieg. Die Mannschaft war dort jedoch chancenlos und war ab dem vierten Spielplatz bis zum Saisonende durchgehend Tabellenschlusslicht. Insgesamt kam Klein zu 26 Saisoneinsätzen, beim 2:2-Unentschieden zum Saisonauftakt gegen den FSV Zwickau erzielte er sein erstes und einziges Tor im Profifußball. Nach dem Wiederabstieg wechselte er zum SV Darmstadt 98 in die Regionalliga Süd. Dort blieb er nur eine Spielzeit, ehe er zum ehemaligen Bundesligisten und mittlerweile Viertligisten Kickers Offenbach weiterzog. Der Klub verstärkte seine Mannschaft neben Klein um Ex-Profis wie Stefan Simon und Frank Kastner. Unter Trainer Wilfried Kohls Vizemeister hinter dem SV Wehen, zog er mit dem Klub am Saisonende in die Aufstiegsspiele zur Regionalliga, in denen sich der Klub nach einem Spielabbruch gegen den FC Memmingen durchsetzte. Bei dem in Mannheim ausgetragenen Spiel kam er jedoch nicht zum Einsatz.
Abermals kehrte Klein zum FSV Frankfurt zurück, der mittlerweile ebenfalls nur noch in der Oberliga Hessen antrat. Mit dem Klub gewann er 1998 die Oberligameisterschaft und spielte anschließend noch in der Regionalliga. Ab 2000 ließ er beim SV Zellhausen als Spielertrainer seine Karriere ausklingen.